# 塘巴湖水库
塘巴湖水库，位于中华人民共和国新疆维吾尔自治区阿勒泰市东南部一座大（2）型注入式平原水库，是由原天然湖泊唐巴勒湖改造而成。水库于1976年动工兴建，1980年一期工程完工，2002年7月完成除险加固。水库总库容2.2亿立方米，控制灌溉面积5333公顷。水库大坝为面板堆石坝，最大坝高10.74米，坝后电站装机容量960千瓦。水库通过长5.2千米的引水渠引蓄克兰河。水库正常水位水面面积14.5平方千米，水质优良，环境优美，已开发为旅游景区。